# جون دي غراهام
جون دي غراهام (بالإنجليزية: Jon Dee Graham)‏ هو كاتب أغاني أمريكي، ولد في 1959.

## وصلات خارجية
- الموقع الرسمي
- جون دي غراهام على موقع ميوزك برينز (الإنجليزية)
- جون دي غراهام على موقع أول ميوزيك (الإنجليزية)
- جون دي غراهام على موقع ديسكوغز (الإنجليزية)